# Сивуч
Сиву́ч (также употребляется си́вуч) (лат. Eumetopias jubatus, мн. ч. сивучи́ (си́вучи)) — крупнейший представитель семейства ушастых тюленей, единственный современный вид рода сивучей (Eumetopias). Также известен как северный морской лев Стеллера.

## Описание

Лежбище сивучей на Скале-Долгой (остров Ловушки, известный также как Сивучьи Каменья), Курильские острова

Как и все представители семейства, сивучи — животные с ярко выраженным половым диморфизмом. Размеры половозрелых самцов варьируют в пределах 300—350 см, а масса колеблется от 500 до 1000 кг. Самки гораздо мельче самцов, длина их тела доходит до 260 см, а масса в среднем составляет 350 кг. Подобные различия в размерах тесно связаны с социальной организацией вида и со стратегиями жизненного цикла. Все ушастые тюлени образуют залежки в период размножения только на берегах островов или на прибрежных кекурах, и лишь иногда их отмечают на льдах, где животные залегают для отдыха. Причём для сивучей характерна более сильная привязанность к определённому региону (инстинкт дома). Это выражается в том, что они мигрируют на относительно короткие расстояния и в это время по-прежнему остаются привязаны к суше.

## Годовой цикл
В годовом цикле сивучей можно чётко выделить чередование двух периодов жизни: номадного (от др.-греч. νομάδες [nomádes], мн.ч. от νομάς «кочевник» ← νομός «пастбище, выгон») и лежбищного. В течение номадного периода они совершают локальные миграции в море и выходят на берег только для отдыха. По его завершении наступает лежбищный — репродуктивный — период, начало которого приходится на раннюю весну.

## Лежбищный период
Первыми на репродуктивных лежбищах появляются половозрелые самцы-секачи, способные занять территорию. Половой зрелости самцы достигают к пятилетнему возрасту, однако способность занять территорию на гаремном участке обретают на 7—8-м году жизни. Когда раздел основной части лежбища завершён, прямые территориальные контакты сменяются ритуализованными приграничными демонстрациями. В этот период, во второй половине мая — начале июня, начинают прибывать самки.

### Размножение
Для сивучей характерна система размножения, основанная на полигамии, когда один самец получает возможность оплодотворять несколько самок. Многие авторы называют её гаремной. Но, в отличие от самцов северного морского котика, секачи сивуча не проявляют настойчивости в удерживании самок на своих территориях, и самки распределяются по лежбищу в соответствии со своими потребностями. По этой причине некоторые исследователи предпочитают использовать термин «гаремно-токовая» структура.
По истечении нескольких дней после выхода на лежбище самки рожают одного щенка (период беременности около года, то есть это щенки от прошлогодней беременности). Для всех ушастых тюленей характерно, что в первые дни после родов у самок повышается агрессивность, и они активно охраняют залежку вокруг себя. Самки почти неотлучно остаются около детёныша вплоть до нового спаривания, которое происходит через 10—12 дней после родов. Лактация длится 5-6 месяцев. Период щенения у сивучей растянут со второй половины мая по конец июня — первые числа июля. Спаривания отмечаются на различных лежбищах с конца мая до 20-х чисел июля. С середины июля на репродуктивных участках лежбища начинают распадаться гаремы, и самки покидают пляж, распределяясь по другим участкам.

### Холостяки
Помимо репродуктивных залежек в летнее время формируются так называемые холостяковые залежки. На них главным образом находятся полусекачи, молодые сивучи, а также молодые секачи, не сумевшие занять территорию на репродуктивном участке, и старые секачи, не способные участвовать в размножении. Однако по окончании репродуктивного периода на лежбищах наблюдается перераспределение животных, и многие из тех, кто раньше залегал на репродуктивных частях лежбища, перемещаются на холостяковые залежки.

## Ареал
Распространены от Курильских островов до Центральной Калифорнии. Охотское море, Камчатка, Сахалин, Командорские острова, Алеутские острова, Аляска и побережье Северной Америки также являются местами их обитания. Хотя сивучи и не находятся под угрозой вымирания, но являются охраняемым видом. В Красной книге IUCN внесены в категорию EN A1b — опасность исчезновения в недалёком будущем.

### На территории России
В Красной книге РФ занесены во 2-ю категорию. На территории России численность сивуча начала резко снижаться с 1970-х годов по не до конца установленным причинам. В 2000-х годах на острове Райкоке проживало до 15% курильской популяции сивучей России. Крупные лежбища есть и на Командорских островах.

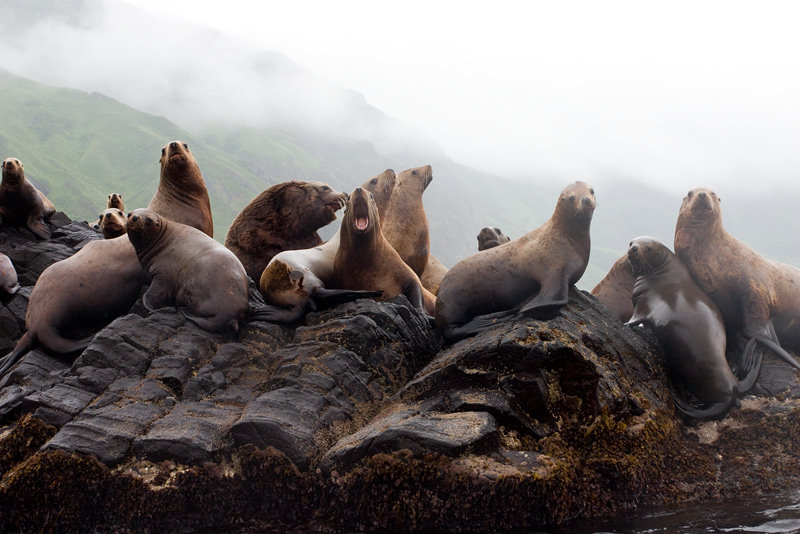
Группа разновозрастных сивучей на острове Монерон
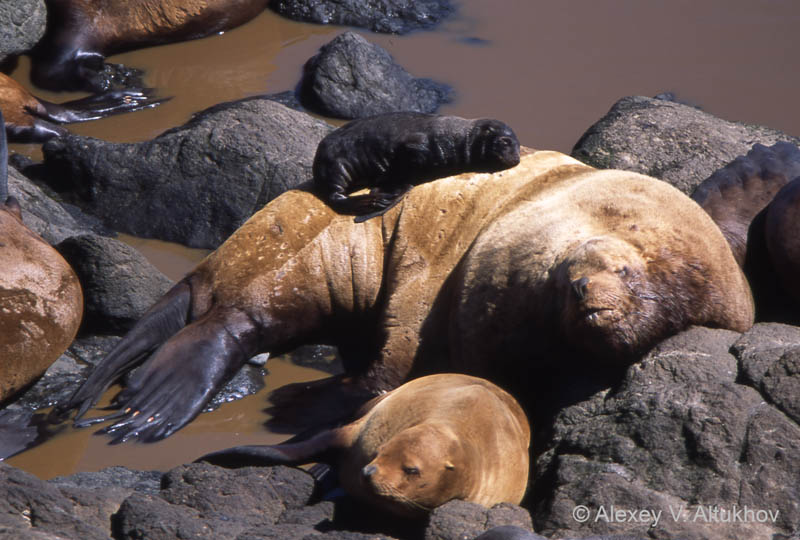
Сивучи — самка, самец и щенок
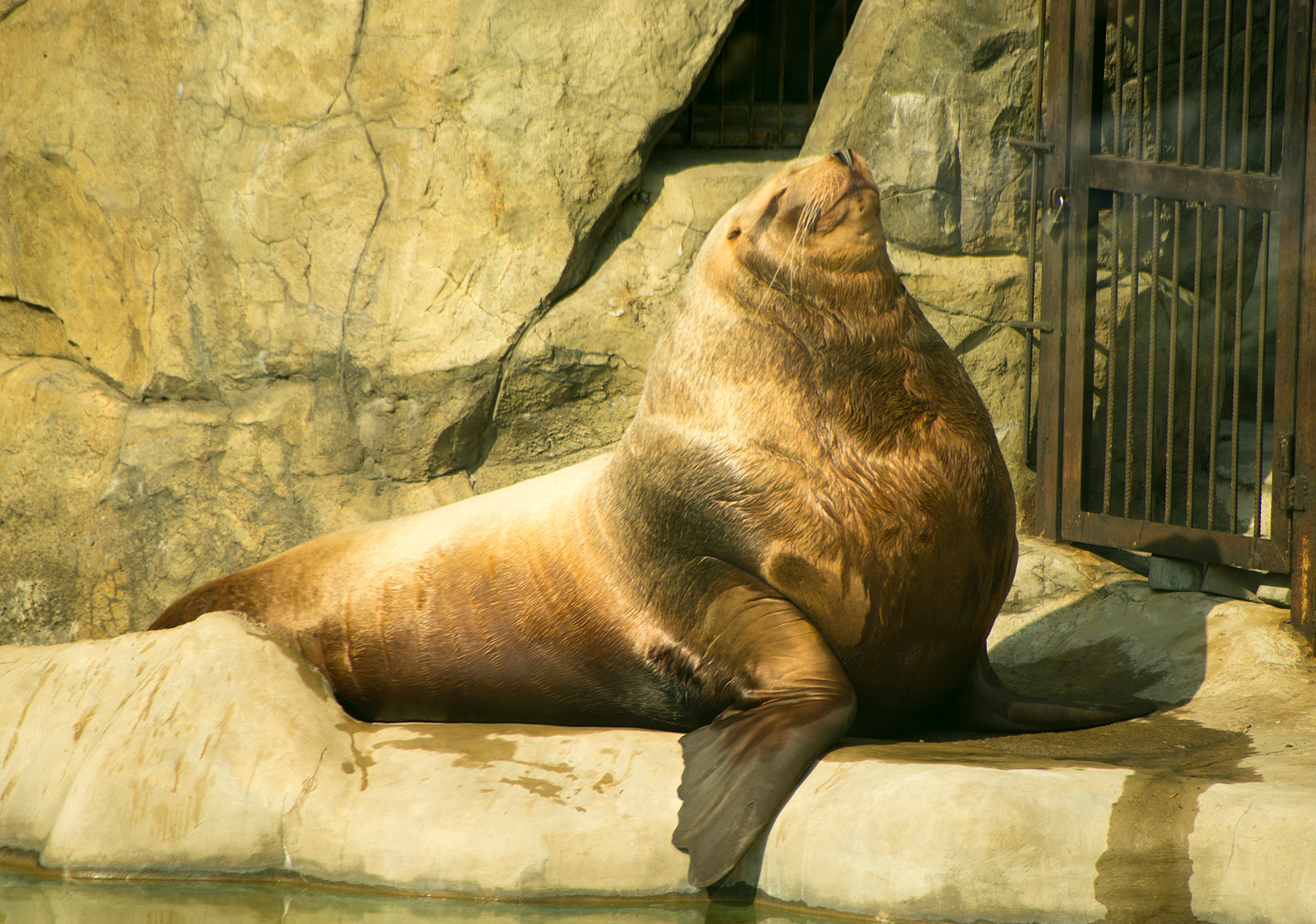
Сивуч в Московском зоопарке
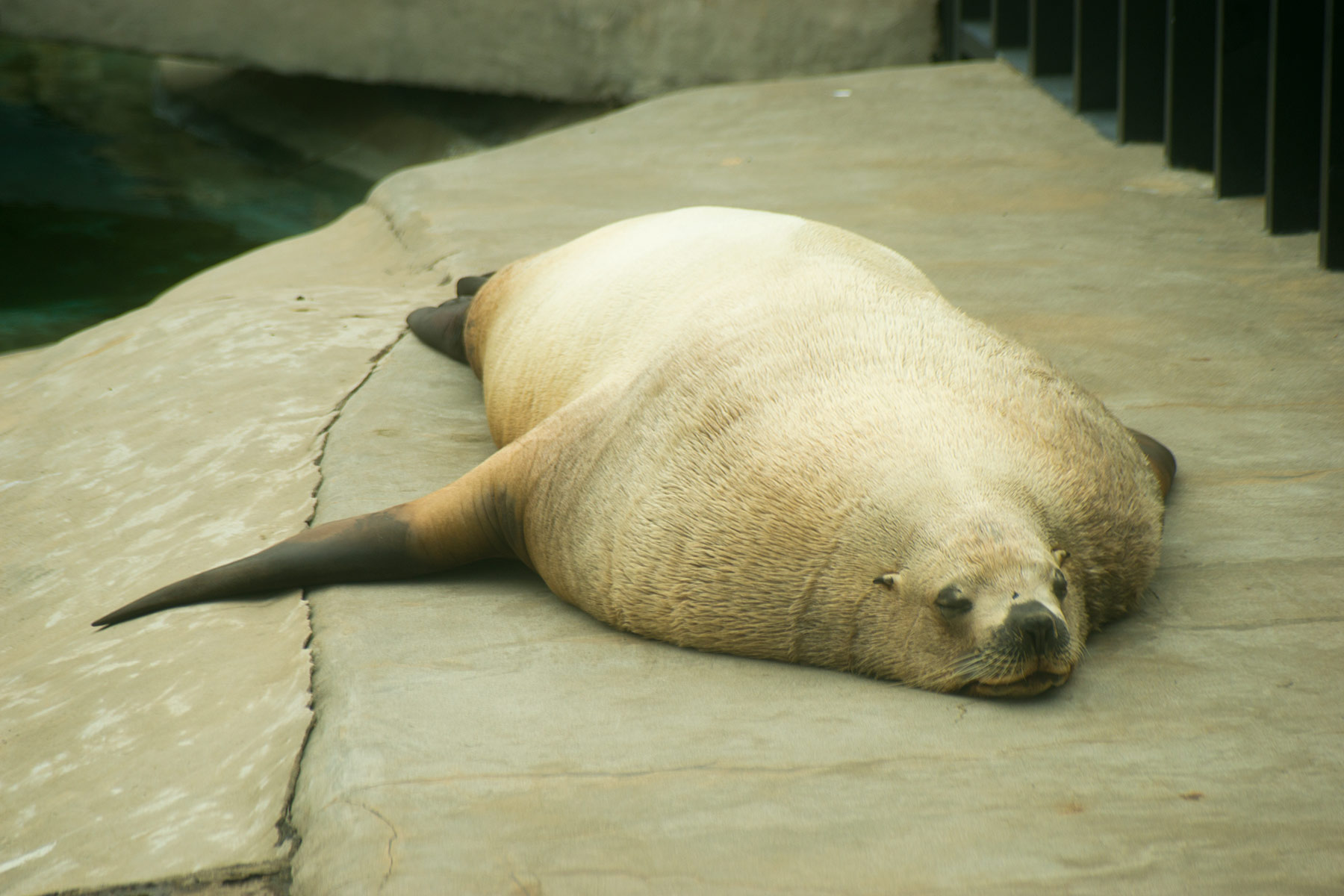
Сивуч в Московском зоопарке
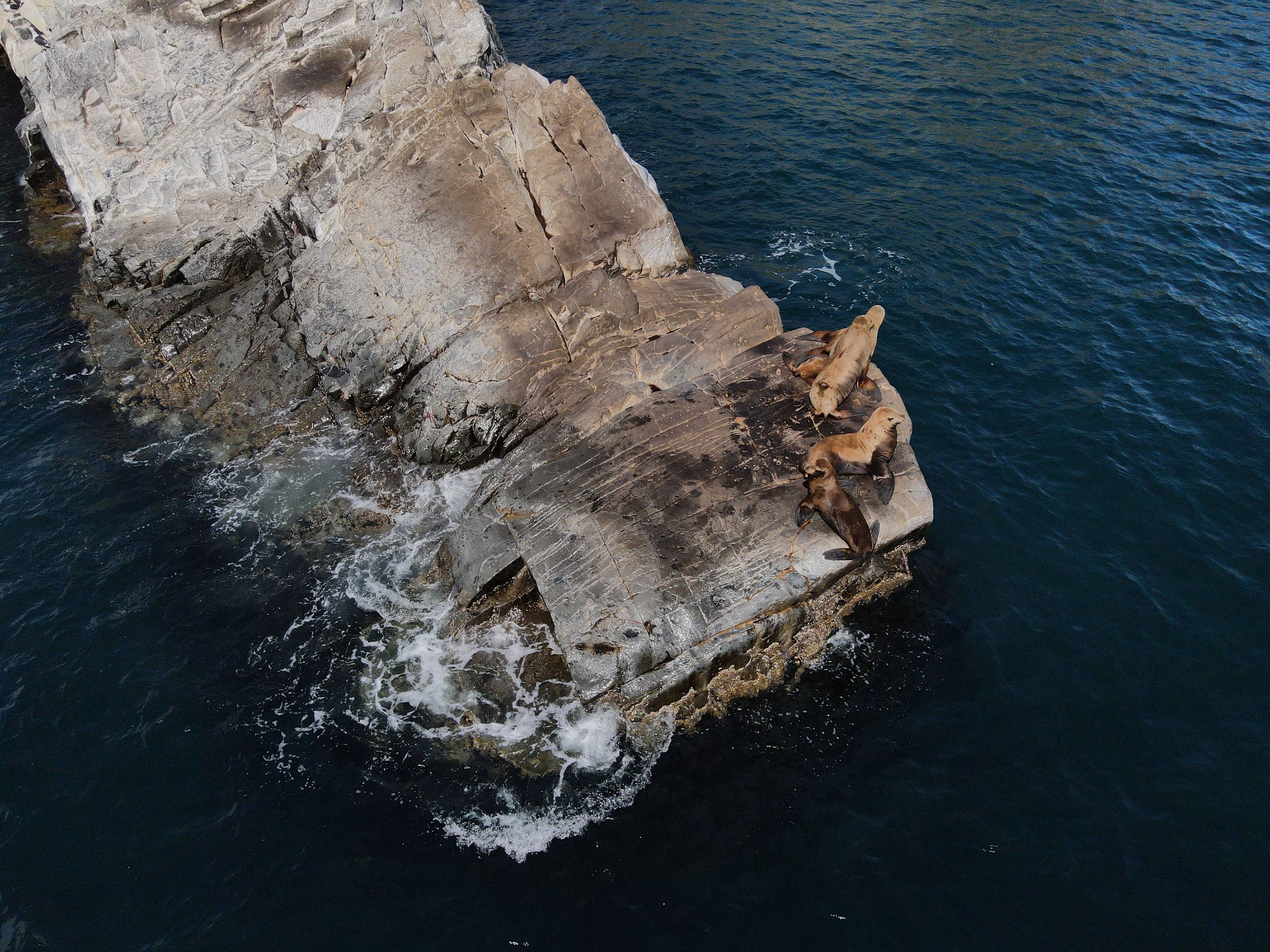
Лежбище сивучей на мысе Кекурный в Русской бухте